# The Piano Style of Nat King Cole
The Piano Style of Nat King Cole è un album in studio del musicista statunitense Nat King Cole, pubblicato nel 1956.

## Tracce
LP Side A
1. Love Walked In (George Gershwin, Ira Gershwin) - 3:27
2. My Heart Stood Still (Lorenz Hart, Richard Rodgers) - 1:40
3. Imagination (Johnny Burke, Jimmy Van Heusen) - 3:26
4. I Never Knew (Ted Fio Rito, Gus Kahn) - 2:33
5. Stella by Starlight (Ned Washington, Victor Young) - 3:47
6. (What Can I Say) After I Say I'm Sorry? (Walter Donaldson, Abe Lyman) - 2:25
7. I Didn't Know What Time It Was (Hart, Rodgers) - 3:08
8. Taking a Chance on Love (Vernon Duke, Ted Fetter, John Latouche) - 3:03

LP Side B
1. April in Paris (Duke, Yip Harburg) - 3:49
2. I Want to Be Happy (Irving Caesar, Vincent Youmans) - 1:45
3. I See Your Face Before Me (Howard Dietz, Arthur Schwartz) - 2:33
4. Just One of Those Things (Cole Porter) - 3:07
5. I Get a Kick out of You (Porter) - 2:39
6. If I Could Be with You (One Hour Tonight) (Henry Creamer, James P. Johnson) - 2:39
7. I Hear Music (Burton Lane, Frank Loesser) - 3:03
8. Tea for Two (Caesar, Youmans) - 2:31